# Ергольские
Ергольские — древний русский дворянский род, разделившийся на несколько ветвей.
Внесён Герольдией в VI часть родословной книги Орловской, Санкт-Петербургской, Калужской и Тульской губерний Российской империи.

## Происхождение и история рода
Фамилия происходит от реки Ерги, на которой некогда располагались поместья Ергольских.
Михаил Никитич и Михаил Михайлович Ергольские упоминаются в Колыванском походе (1540), Антон Михайлович и Фирс Никитич — в Казанском походе (1544). Юрий Михайлович Ергольский был воеводой под Коломной (1545), руководил обороной от набегов крымских татар. Василий Иванович Ергольский воевода в Полоцком походе (1551). Бараш Иванович подписался (1565) на поручной записи по князю Василию Семёновичу Оболенскому-Серебряному и сыну его Борису.  Во 2-й половине XVI века владели поместьями и вотчинами в Белозёрском уезде: Михаил Андреевич († 1567), у него жена Федосья Васильевна (урождённая Скобельцина), Семён и Нечай Васильевичи с дочерьми - Авдотья замужем за Бестужей Владимировичем Паюсовым и Аграфена за Иваном Злобиным сыном Базаровым.
Следующая ветвь владела поместьями в Мценском, Мещовском, Козельском и Мосальском уездах. Богдану Прокофьевичу жаловано государево жалование за "полонное терпение" (1620).
Внесены в родословную книгу Калужской и Тульской губерний.
Десять Ергольских владели населёнными имениями (1699). За честную службу Ергольские были пожалованы обширными землями в Боровском и Мещовском уездах Калужской губернии.

## Описание герба
В числе Высочайше утвержденных герба Ергольских не имеется. В Гербовнике Анисима Титовича Князева 1785 года имеется изображение печати с гербом Алексея Семёновича Ергольского: в золотом поле щита изображены, накрест, две серо-коричневые фигуры в виде пистолетов для дуэли, стволами к верху. Щит увенчан коронованным дворянским шлемом с шейным клейнодом. Нашлемник: фигура человека без головного убора, держащий в растопыренных руках по пальмовой ветви. Цветовая гамма намёта не определена.

## Известные представители
- Ергольский Михаил Фёдорович — козельский городовой дворянин (1625-1627).
- Ергольский Богдан Прокофьевич — внук Бараша Ивановича и сын Прокофия Барашевича Ергольских. Владел землями в Мещовском уезде.
- Ергольский Константин Леонтьевич — владел землями в Мещовском уезде.
- Ергольский Алексей Иванович — дворянин московский (1640), воевода в Мосальске (1649)[7].
- Ергольский Гур Иванович — московский дворянин (1658), воевода в Болхове (1660).
- Ергольский Авксентий Иванович — жилец, в офицерах, в гусарах, в копейщиках, в рейтарах с 1692 г.
- Ергольский Денис Яковлевич — жилец (1680), стряпчий (1682), стольник (1692), помещик Данковского и Лебедянского уездов.
- Ергольские: Григорий Терентьевич, Лука Евсеевич — стряпчие (1682-1692).
- Ергольские: Тимофей и Иван Гуровичи — стольники (1692).
- Ергольский Степан Семёнович — стольник (1692), воевода в Данкове (1697)[8][4].
- Ергольский, Григорий Терентьевич (1663—1750) — государственный и военный деятель эпохи Петра I
- Ергольский, Владимир Николаевич (1775—1836) — генерал-майор, участник Наполеоновских войн.
- Ергольская, Татьяна Александровна (1792—1874) — родственница Льва Николаевича Толстого, значительно повлиявшая на него в детстве[9].
- Ергольский, Владимир Матвеевич (1840—1900) — государственный деятель, акмолинский вице-губернатор.
- Ергольская Мария Матвеевна — детская писательница.
- Ергольский Андрей Николаевич (30.11.1862 — ?) — последний владелец усадьбы в Клюксах.
- Ергольский Владимир Николаевич (1865—1922) — брат А.Н. Ергольского. Врач, лечил К.Э. Циолковского.